# صلح تورناي
يعد صلح تورناي اتفاقًا بين الدوق بورغوندي فيليب الثاني ومدينة جينت المتمردة الموقعة في 18 ديسمبر 1385.ونصت المعاهدة على حفاظ جينت على امتيازاتها، وأن المتمردين سيحصلون على العفو العام، ولأنه كان وقت الانشقاق الغربي، فإن جينت ستكون حرة في الاعتراف بالبابا الذي تختاره. ومع ذلك كان مطلوبًا من غنت التخلي عن معاهداتها مع مملكة إنجلترا والاعتراف بملك فرنسا.